# Parafia Świętych Konstantyna i Heleny w Paryżu
Parafia Świętych Konstantyna i Heleny – jedna z dwóch etnicznie greckich parafii prawosławnych w Paryżu.